# Нильсен, Лилиан
Ли́лиан Ни́льсен (дат. Lilian Nielsen, вариант написания имени: Лиллиан Нильсен, дат. Lillian Nielsen) — датская кёрлингистка и тренер по кёрлингу.

## Достижения
- Чемпионат Дании по кёрлингу среди смешанных пар: золото (2011, 2013).

## Команды
| Сезон                                               | Четвёртый      | Третий       | Второй         | Первый           | Запасной                               | Турниры                          |
| --------------------------------------------------- | -------------- | ------------ | -------------- | ---------------- | -------------------------------------- | -------------------------------- |
| 2011—12                                             | Яне Бидструп   | Ибен Ларсен  | Лилиан Нильсен | Lone Bagge Harry | Mai Greulich тренер: Poul Erik Nielsen | ЧМВ 2012 (9 место)               |
| Кёрлинг среди смешанных пар (mixed doubles curling) |                |              |                |                  |                                        |                                  |
| 2010—11                                             | Лилиан Нильсен | Аре Сольберг |                |                  | тренер: Poul Erik Nielsen              | ЧДСП 2011 · ЧМСП 2011 (5 место)  |
| 2012—13                                             | Лилиан Нильсен | Аре Сольберг |                |                  | тренер: Poul Erik Nielsen              | ЧДСП 2013 · ЧМСП 2013 (16 место) |

(скипы выделены полужирным шрифтом)

## Результаты как тренера национальных сборных
| Год  | Турнир                                          | Сборная               | Место |
| ---- | ----------------------------------------------- | --------------------- | ----- |
| 2015 | Чемпионат мира по кёрлингу среди ветеранов 2015 | Дания (ветераны муж.) | 4     |
| 2016 | Чемпионат мира по кёрлингу среди ветеранов 2016 | Дания (ветераны муж.) | 4     |